# Polly Horvath
Polly Horvath (Kalamazoo, 30 gennaio 1957) è una scrittrice statunitense con cittadinanza canadese nota per il suo contributo nella letteratura per ragazzi.

## Biografia
Nata nel 1957 a Kalamazoo, nel Michigan dall'insegnante John Anthony e dalla scrittrice Betty Ann, vive con il marito e i figli a Metchosin, in Canada.
Dopo gli studi al Canadian College of Dance di Toronto e al Martha Graham Center of Contemporary Dance di New York, ha insegnato balletto e svolto diversi mestieri coltivando nel contempo la passione per la scrittura. 
A partire dal suo esordio nel 1989 con Una mucca ogni tanto, ha pubblicato altri 14 libri per ragazzi e ha vinto numerosi premi tra cui nel 2003, dopo essere arrivata in finale nel 1999 con I troll, il National Book Award per la letteratura per ragazzi nel 2003 con La stagione delle conserve, Newbery Honor, Toronto Dominion Award, International White Raven, Young Adult Book of the Year della Canadian Library Association, selezionato per il premio letterario più prestigioso della Germania, il Deutscher Jugendliteraturpreis, il Writer's Trust Vicky Metcalfe Award per il suo lavoro e molti altri.
I suoi libri sono stati bestseller del New York Times e del Publishers Weekly. È tradotta in oltre venticinque lingue ed i suoi libri vengono insegnati nei programmi di letteratura per l'infanzia in Nord America e a livello internazionale.

## Opere principali
- Una mucca ogni tanto (An Occasional Cow, 1989), Milano, Mondadori, 1998 traduzione di Alessandra Dugan ISBN 88-04-45480-6.
- No More Cornflakes (1990)
- L'auto della felicità (The Happy Yellow Car, 1994), Milano, Mondadori, 2004 traduzione di Angela Ragusa ISBN 88-04-53392-7.
- Quando il circo venne in città (When the Circus Came to Town, 1996), Milano, Mondadori, 2001 traduzione di Francesco Francis ISBN 88-04-49775-0.
- I troll (The Trolls, 1999), Milano, Mondadori, 2000 traduzione di Matilde Macaluso ISBN 88-04-47971-X.
- La vita è una crepe (Everything on a Waffle, 2001), Milano, Mondadori, 2003 traduzione di Angela Ragusa ISBN 88-04-51524-4.
- La stagione delle conserve[5] (The Canning Season, 2003), Milano, Mondadori, 2004 traduzione di Mathilde Bonetti ISBN 88-04-52535-5.
- The Pepins and their Problems (2004)
- The Vacation (2005)
- The Corps of the Bare-Boned Plane (2007)
- My One Hundred Adventures (2008)
- Northward to the Moon (2010)
- Mr. and Mrs. Bunny—Detectives Extraordinaire! (2012)
- One Year in Coal Harbor (2012)
- Lord and Lady Bunny—Almost Royalty! (2014)

## Premi e riconoscimenti
- National Book Award per la letteratura per ragazzi: 2003 vincitrice con La stagione delle conserve
- Premio Andersen Miglior libro 9-12 anni: 2005 vincitrice con La stagione delle conserve